# Langadas
Langadas (in greco Λαγκαδάς?) è un comune della Grecia situato nella periferia della Macedonia Centrale (unità periferica di Salonicco) con 39.160 abitanti secondo i dati del censimento 2001.
A seguito della riforma amministrativa detta Programma Callicrate in vigore dal gennaio 2011 che ha abolito le prefetture e accorpato numerosi comuni, la superficie del comune è ora di 1.223 km² e la popolazione è passata da 16.836 a 39.160 abitanti.